# André Gertler
André Gertler (* 26. Juli 1907 in Budapest; † 23. Juli 1998 in Brüssel) war ein ungarischer Violinist, Konzertgeiger und Violinpädagoge.

## Leben und Wirken

### Werdegang
Gertler hieß ursprünglich Endre und wuchs in Budapest als Sohn des jüdischen Webers Adolf Gertler und Frida Gertler, geborene Berger, auf. Bereits mit sechs Jahren wurde er an der Franz-Liszt-Akademie in Budapest aufgenommen. Danach begann seine Konzerttätigkeit als Konzertgeiger. Seine Lehrer waren Jenő Hubay, Leo Weiner und Zoltán Kodály. 1926 führte ihn eine Konzertreise nach Belgien. 1928 emigrierte er, versehen mit Empfehlungsschreiben seiner Lehrer, nach Brüssel und vervollkommnete seine Technik bei Eugène Ysaÿe. Dabei hat offenbar auch der wachsende Antisemitismus in Ungarn, das bereits 1921 an seinen Hochschulen einen Numerus clausus von 5 % für Juden eingeführt hatte, bei der Emigrationsentscheidung eine Rolle gespielt.
Zunächst wirkte er als Stummfilmbegleiter im Brüsseler Eden-Kino. Es folgten zahlreiche Konzertengagements in Belgien, Holland, der Schweiz, Frankreich und Italien, Einladungen zu Königin Elisabeth von Belgien und Kammermusikabende u. a. mit dem Friedensnobelpreisträger Henri La Fontaine. 1931 gründete er mit dem jungen Geiger Baumann u. a. das André-Gertler-Quartett, mit dem er ebenfalls einige erfolgreiche Tourneen absolvierte. 1937 wurde er als Juror in den neu gegründeten Concours Reine Elisabeth und 1952 als Juror des Henryk-Wieniawski-Violinwettbewerbs in Posen berufen. Dabei lernte er den ersten Preisträger David Oistrach kennen, mit dem ihn eine lebenslange Freundschaft verband.
Gertler arbeitete u. a. eng mit Supraphon zusammen, für das er insbesondere eine Gesamtausgabe der Violinwerke Bela Bartoks und unter Karel Ančerl Paul Hindemiths Konzert für Violine und Orchester und Karl Amadeus Hartmanns Concerto funebre für Solo-Violone und Streichorchester einspielte.

### Zusammenarbeit mit Komponisten
Im Jahr 1938 begann seine Zusammenarbeit mit Béla Bartók, den er besonders schätzte. Er musizierte mit ihm zusammen und nahm nach und nach alle Werke auf, die Bartók für Violine geschrieben hatte, einschließlich der beiden Violinkonzerte. Seine Aufnahme der 44 Duos zusammen mit Josef Suk gilt als wegweisend. Auch zu anderen zeitgenössischen Komponisten wie Igor Stravinsky, Darius Milhaud, Paul Hindemith und Karl Amadeus Hartmann pflegte er persönlichen Kontakt und setzte sich für ihre Werke ein.

### Lehrtätigkeit
1947 wurde Gertler Professor für Violine am Königlichen Konservatorium Brüssel. 1954 folgte zusätzlich eine Berufung an die Musikhochschule Köln, wo er bis 1959 wirkte. 1964 wurde er Professor an der Musikhochschule Hannover. Er entwickelte eine eigene Unterrichtsmethode und galt als ein äußerst strenger Lehrer. Zu seinen Schülern gehören Joshua Epstein, Carola Nasdala, Hedwig Pirlet-Reiners, André Rieu und Rudolf Werthen. Gertler war mehr als 30 Jahre lang außerordentlicher Professor an der „Chapelle Musicale Reine Elisabeth“ bzw. dem Conservatoire Royal de Musique in Brüssel. Noch während seiner letzten zehn Lebensjahre unterrichtete er Meisterschüler an seinem Wohnsitz in Uccle in der Region Brüssel-Hauptstadt.

### Soziales Engagement
Gertler engagierte sich nach dem Zweiten Weltkrieg in der Belgisch-Ungarischen Gesellschaft und war 10 Jahre lang ihr Präsident.

## Auszeichnungen
- 1967: Großer Schallplattenpreis er Acad. Charles Cros in Paris (für die Interpretation sämtlicher Violinwerke Bartóks)
- Kommandeur des belgischen Ordens Leopolds II.
- Ritter des belgischen Leopoldsorden
- Offizier des belgischen Kronenordens
- Ritter I. Klasse des Wasaordens
- Bundesverdienstkreuz 1. Klasse
- Verdienstorden von Polen
- Fahnenorden (Ungarn)
- Chevalier de l’Ordre des Arts et des Lettres
- Bürgerorden Erster Klasse Niedersachsen
- Orden Pro Cultura Hungarica Ungarn
- Ehrenbürger von Poznań, Polen
- Honorary Member of the Royal Academy of Music London (Royaume-Uni),
- Ehrenpräsident der Europäischen Bartók-Gesellschaft